# ITA Transportes Aéreos
A Itapemirim Transportes Aéreos ou simplesmente ITA, foi uma companhia aérea brasileira, pertencente ao Grupo Itapemirim, que teve suas atividades suspensas no dia 17 de dezembro de 2021 e seu Certificado de Operador Aéreo cancelado no dia 5 de maio de 2022 pela Agência Nacional de Aviação Civil (ANAC).
Essa é a segunda tentativa da Itapemirim no setor aéreo. Na década de 90 criou a Itapemirim Cargo, que tinha uma frota de Boeing 727 para cargas, além de Cessna Grand Caravan para voos fretados regionais entre Rio de Janeiro e São Paulo.
Para facilitar o processo de certificação junto à ANAC, a Itapemirim adquiriu a América do Sul Táxi Aéreo, empresa subsidiária da ASTA Linhas Aéreas.
A empresa mantinha seu principal hub no Aeroporto Internacional de Guarulhos e tinha planos de operar voos cargueiros.

## História
Entre 1991 e 2000, a Itapemirim operava com a Itapemirim Cargo, que chegou a ter 6 aviões Boeing 727. Voava de Viracopos para Manaus. Naquele ano, também operou na rota Campinas — Rio — Recife — Fortaleza, quando competiu com a TNT-Sava (antigo Serviços Aéreos do Vale Amazônico).
A outra empreitada aérea foi a Itapemirim Regional, que realizou voos entre São Paulo e Rio de Janeiro com dois monomotores Cessna Grand Caravan, entre 1997 e 1998.
Operou até o ano de 2000, quando, sem nenhuma aeronave, teve sua licença de voo cancelada pelo extinto Departamento de Aviação Civil (DAC).

### Tentativa de compra da Passaredo
Em 3 de julho de 2017, foi anunciada a compra da Passaredo, o valor da negociação não foi informado. Durante dois meses, houve uma gestão compartilhada e, com isso, contando as linhas de ônibus e as 20 cidades onde a Passaredo operava em 9 estados, a integração entre as malhas aérea e rodoviária chegaria atingir 2,5 mil cidades brasileiras. 
A compra foi desfeita, segundo a Passaredo, devido o Grupo Itapemirim não cumprir o acordo estabelecido.
Investigações contra o fundador da Passaredo (Atual Voepass) José Luiz Felicio Filho, da sua esposa Cássia Aparecida Vieira Felício, dos então donos da ITA Sidnei Piva de Jesus e Camila Valdívia e do ex-dono e fundador do Grupo Itapemirim Camilo Cola (morto em 2023) foram feitas por supostos crimes contra a ordem tributária, apropriação indébita e desvios de recursos financeiros. Entretanto, em 11 de dezembro de 2023 a promotoria suspendeu as investigações contra o casal dono da Voepass,  argumentando que eles foram vítimas de "empreitadas criminosas" de Piva e Valdívia. 

### Processo de certificação de operador aéreo
Durante abril de 2021, o primeiro A320 da frota de prefixo PS-SPJ, fez uma série de voos de testes visando obter a certificação, saindo do aeroporto de Guarulhos e indo para Belo Horizonte, Salvador, Porto Alegre e Rio de Janeiro.
No dia 28 de abril de 2021 a companhia foi aprovada na última fase de avaliações da ANAC e no dia 30 de abril de 2021 foi emitido o Certificado de Operador Aéreo (COA).
Em 20 de maio de 2021, a ANAC emitiu a outorga de concessão para exploração de serviço de transporte aéreo público, regular e não regular. Em 17 de dezembro de 2021, a ANAC suspendeu o Certificado de Operador Aéreo (COA) da empresa.

### Início das vendas e primeiro voo regular
As vendas de passagem começaram no dia 21 de maio de 2021 e o primeiro voo regular ocorreu em 1 de julho de 2021, na rota Guarulhos — Confins. O voo inaugural da companhia, com convidados, ocorreu em 29 de junho de 2021 na rota São Paulo — Brasília (ida e volta), a renda foi revertida para instituições de caridade. Neste dia houve ainda a associação da companhia à Associação Brasileira das Empresas Aéreas (ABEAR).

### Mudança de diretor executivo
Em 31 de maio de 2021, o Grupo Itapemirim anunciou que o ex-diretor executivo da ITA, Tiago Senna, que estava no cargo desde a criação da empresa, foi promovido ao cargo de vice-presidente de novos negócios da ITA com a missão de fortalecer os novos empreendimentos multimodais. Ele foi substituído pouco depois por Adalberto Bogsan, ex-diretor executivo da ASTA Linhas Aéreas.

### Milésimo voo
Em 26 de agosto de 2021 a companhia comemorou a marca de mil voos, com o voo que partiu às 20:30 do Aeroporto de Guarulhos para o Aeroporto do Galeão. Neste mesmo dia, a companhia atingiu a marca de 100 mil passageiros transportados.

### Primeiro voo com tripulação 100% feminina
Em 19 de outubro de 2021, o voo Guarulhos - Florianópolis (ida e volta), foram feitos com tripulação 100% feminina, uma iniciativa alusiva ao Outubro Rosa, mês de conscientização e prevenção do câncer de mama.

### Início das operações em Congonhas
A partir do dia 16 de novembro de 2021 teve início os voos entre o Galeão e Congonhas, um dos aeroportos mais "cobiçados" pelas empresas brasileiras, devido ao seu alto tráfego. A empresa estimava começar os voos a partir de 12 de dezembro de 2021, partindo de Congonhas para seis destinos nacionais.

### Primeira operação internacional
No dia 25 de novembro de 2021 a empresa realizou seus primeiros voos internacionais (não regulares), fretados por uma agência de viagens. Com saídas de Guarulhos e Galeão, os voos tinham com destino Montevidéu, a fim de levar torcedores para a final da Copa Libertadores da América entre Flamengo e Palmeiras.

### Problemas
A ITA apresentou vários problemas com passageiros e funcionários, tal como, cancelamento e remarcações de voos sem aviso, redes sociais "trancadas", canais de atendimento ineficazes, plano de saúde suspenso, atraso no pagamento de salário e FGTS de funcionários, entre outros problemas trabalhistas.

### Escândalos
Em 2021, foi descoberto que Sidnei Piva de Jesus, o até então proprietário do Grupo Itapemirim, teria aberto uma empresa no Reino Unido, com valor estimado de R$ 6 bilhões (£ 780 milhões), em meio à grave crise financeira pela qual tanto a Viação Itapemirim quanto a Itapemirim Linhas Aéreas estavam passando.
Piva é acusado por centenas de investidores de ter praticado um golpe com vendas de criptomoeda, pois não teria devolvido cerca de R$ 400 mil em investimentos. Piva também teria comprado uma cobertura na Riviera de São Lourenço, no município de Bertioga, com valor estimado de R$ 12 milhões, além de R$ 5 milhões na reforma do imóvel.

### Suspensão das operações
A empresa anunciou em 17 de dezembro de 2021 a suspensão temporária das operações, devido à "reestruturação interna", sendo que na verdade a empresa de handling paralisou o atendimento à empresa devido à falta de pagamento, o que ocasionou cancelamento de diversos voos neste dia. Horas depois do anúncio, a ANAC suspendeu o Certificado de Operador Aéreo (COA) da empresa.
O último voo da companhia pousou no aeroporto do Galeão proveniente de Fortaleza, no dia 17 de dezembro. A empresa informou que tinha planos de voltar a operar em fevereiro de 2022.

### Expatriação de aeronaves
O primeiro A320 a deixar o Brasil partiu do Galeão com destino final o Aeroporto Internacional de Tucson, nos Estados Unidos, no dia 18 de janeiro de 2022 (com escala no Aeroporto Internacional de Tocumen, no Panamá). A assessoria de imprensa da empresa alegou que a medida se deu para a manutenção, haja visto que uma das empresas que realizava os serviços da frota, a TAP-ME, encerrará suas operações no país. Porém, Tucson é conhecido por ser um aeroporto que faz armazenamento de aeronaves fora de uso, devido ao seu clima quente e seco.
O último avião devolvido foi o PS-AAF, sob a nova matrícula N359CL. Decolou em 30/06/2022 do Aeroporto de São José dos Campos com destino a Bogotá, Colômbia, de onde seguiu para os Estados Unidos onde ficará estocado aguardando um novo operador, encerrando assim a frota da empresa. O PS-AAF estava inoperante nas semanas finais da empresa e serviu de doador de peças a outros aviões da ITA.

### Venda
Em 13 de abril de 2022, a empresa distribuiu uma nota interna, escrita pelo CEO Adalberto Bogsan, de que havia sido adquirida pela firma brasileira Baufaker Consulting, que teria herdado a dívida de R$ 180 milhões, além de ter concordado em devolver R$ 30 milhões ao caixa da Viação Itapemirim. Adalberto mencionou ainda planos para aquisição e leasing de 5 Airbus A320ceo. A aquisição e retorno das atividades ainda precisa ser aprovada por autoridades do setor aéreo e da economia.
De acordo com informações públicas, a empresa Baufaker Consulting Finances e Representações Comerciais está sediada em Taguatinga, Distrito Federal, tem capital social de R$ 100.000 e não tem experiência na aviação civil; a empresa declara à Receita Federal que atua em áreas como impressão de materiais de segurança, administração de cartões de crédito, varejo, imóveis, dentre outros.

### Desistência da venda
Em 3 de maio de 2022, Galeb Baufaker Junior, que havia demonstrado interesse em comprar a empresa, desistiu do negócio. Os documentos da Recuperação Judicial apontam incertezas jurídicas em relação à Viação Itapemirim e Sidnei Piva depois que o Tribunal de Justiça do Estado de São Paulo (TJSP) determinou o bloqueio de bens de Piva e todas as companhias abertas a partir de 2016. Galeb deixou uma janela aberta para renegociar o ativo no futuro.

### Cancelamento do Certificado de Operador Aéreo (COA)
Em 5 de maio de 2022, a ANAC cassou o Certificado de Operador Aéreo, segundo determina a Portaria nº 7.940 publicada no Diário Oficial, pois a empresa não atendeu os requisitos operacionais para manter o COA ativo. Caso a ITA queira retomar as atividades, deverá recomeçar todo o processo de certificação.

### Falência
Em 11 de julho de 2023, a Justiça do Estado de São Paulo decretou a falência da companhia. A decisão da Justiça de São Paulo foi decretada pelo juiz João de Oliveira Rodrigues Filho da 1ª Vara de Falências e Recuperações Judiciais acatando o pedido da empresa Travel Technology Interactive, credor da ITA Transportes Aéreos.
Entretanto, em 23 de agosto de 2023, Sidnei Piva recorreu da decisão ao Tribunal de Justiça de São Paulo e o juiz Azuma Nikki , da 1ª Camara Reservada de Deireito Empresarial suspendeu a falência da empresa aérea. 

## Incidentes
- Em 26 de julho de 2021, um Airbus A320 de matrícula PS-AAF, foi atingido por um caminhão da Lufthansa Sky Chefs, o serviço de catering da Lufthansa, no aeroporto de Guarulhos. Em 29 de julho foi trasladado para o Aeroporto de São José dos Campos para efetuar os reparos, retornando ao serviço em agosto.[45]
- Em 14 de outubro de 2021, um A320 de matrícula PS-SFC, sofreu um bird-strike (ingestão de aves pelos motores) durante a decolagem, no aeroporto de Brasília.[46]
- Em 15 de outubro de 2021, um A320 de matrícula PS-SPJ, também sofreu um bird-strike ao decolar de Guarulhos.[46]
- Em 10 de dezembro de 2021, um A320 de matrícula PS-TCS, apresentou pane hidráulica aos 5.500m de altitude e retornou em segurança ao aeroporto do Galeão.[47]

## Frota

### Frota atual
Deste o mês de maio de 2022, a ITA não possui mais aeronaves em serviço.

### Frota Histórica

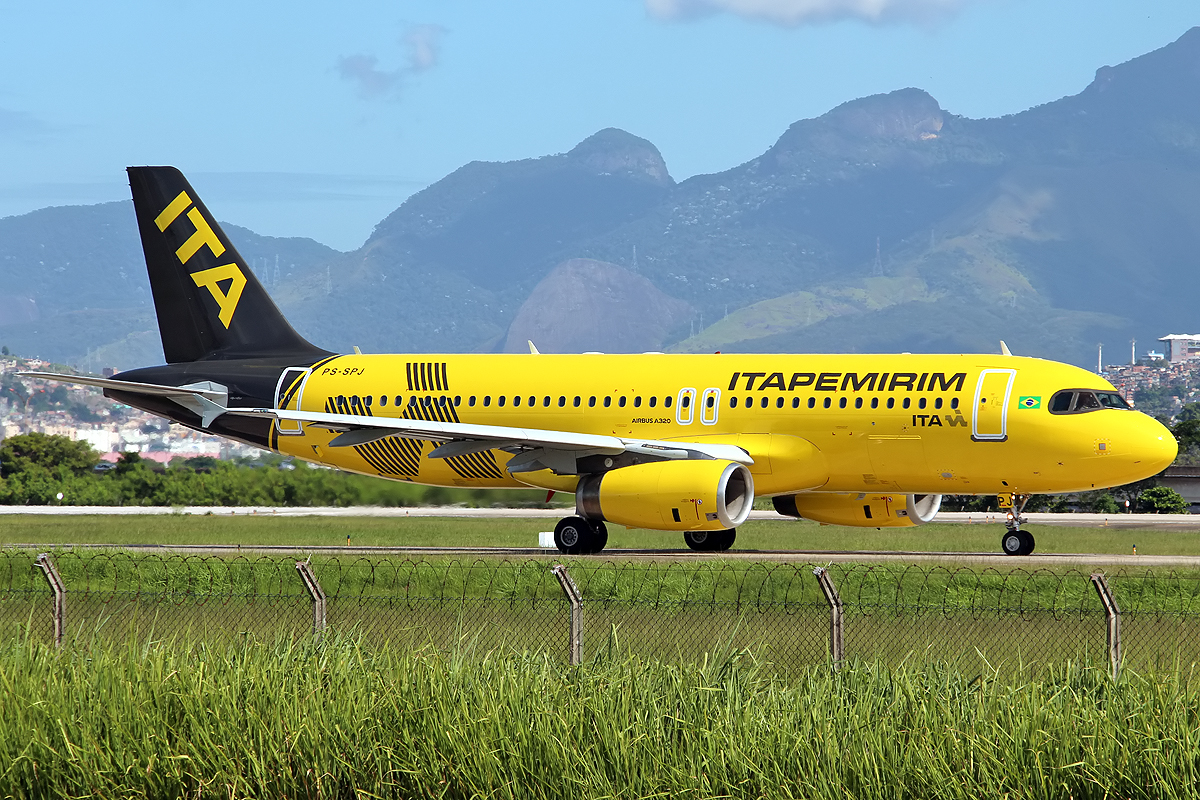
Um Airbus A320-200 da ITA

A frota da ITA Transportes Aéreos também consistiu nas seguintes aeronaves
| Aeronave    | Recebidos | Ordens | Passageiros | Notas |
| ----------- | --------- | ------ | ----------- | --- |
| Airbus A319 | 2         | 1      | 150         | Provenientes da Hi Fly Malta, com motorização CFM, futuras matrículas PS-GSP e PS-SIL, PS-JCP proveniente da Bangkok Airways, com motorização IAE V2500. |
| Airbus A320 | 5         | 10     | 162         | Provenientes de diversas companhias, com motorização IAE V2500. Configurados em 2 classes: econômica e "ITA Class".                                      |

### Desenvolvimento da Frota
A Itapemirim utilizava aeronaves Airbus A320, a previsão era ter uma frota de 11 unidades ainda em 2021. Cada A320 era configurado com 162 poltronas. A empresa estudava a aquisição de dois Airbus A319. O primeiro avião, com matrícula "PS-SPJ", chegou ao Brasil em 20 de fevereiro de 2021.
As matrículas são iniciais de pessoas importantes da empresa, como Sidnei Piva de Jesus (PS-SPJ), Adilson Aparecido Furlan (PS-AAF), Tiago da Cruz Senna (PS-TCS), Sydnei Frota Casarini (PS-SFC), Marcelo Guimarães Fernandes (PS-MGF) e Silvana Piva (PS-SIL). A série PS-ITA a PS-ITZ faria alusão ao nome da empresa.
Os A320 possuíam entre 79 cm e 107 cm de espaço entre as fileiras de assentos (dependendo da classe), estavam dentro dos padrões da categoria A da ANAC, e possuíam tomadas USB em todos os assentos.
Em 24 de novembro de 2021, a empresa anunciou que pretendia adquirir mais 2 Airbus A320 até o fim do ano. As matriculas definidas seriam: PS-TUJ (ex-PR-MBT pela LATAM Brasil) e PS-KOM.
O primeiro A319 fez seu primeiro pouso no Aeroporto do Galeão no dia 9 de novembro de 2021, com matrícula PS-SIL, ainda nas cores do seu operador antigo, a HiFly Malta. Não chegou a ser pintado nas cores da ITA e foi devolvido à HiFly Malta em 25 de fevereiro de 2022. O segundo A319, de matrícula PS-JCP, chegou a receber as cores da ITA, mas nunca foi entregue.

## Programa de fidelidade
O ITA Clube era o programa de passageiro frequente do Grupo Itapemirim. Os membros acumulavam pontos com base na passagem aérea paga, e não nas milhas voadas e podiam trocar por passagens, produtos e serviços.